# Modulazione

Grafico animato che rappresenta l'effetto della modulazione di un segnale sinusoidale trasmesso su onde portanti, modulate secondo l'ampiezza (AM) e secondo la frequenza (FM)

La modulazione, in telecomunicazioni ed elettronica, indica l'insieme delle tecniche di trasmissione finalizzate ad imprimere un segnale elettrico o elettromagnetico, detto modulante, generalmente contenente informazione cioè variabile in maniera aleatoria nel tempo, su un altro segnale elettrico o elettromagnetico, detto portante, sviluppato ad alta frequenza (frequenza portante >> frequenza modulante). Il risultato della modulazione è la conversione del segnale modulante dalla banda base alla cosiddetta banda traslata (segnale modulato), secondo il teorema della modulazione.
L'operazione inversa di ripristino del segnale informativo originario in banda base è detta demodulazione. Il dispositivo in trasmissione che attua l'operazione di modulazione sul segnale informativo è detto modulatore, mentre il dispositivo in ricezione che attua l'operazione di demodulazione è detto demodulatore, compresi rispettivamente nel trasmettitore e nel ricevitore. In un sistema di ricetrasmissione tali sistemi vengono riuniti entrambi sotto la dizione Modem (dalla composizione di  MOdulazione e DEModulazione).
I segnali modulanti possono rappresentare le informazioni più diverse: audio, video, dati. L'onda portante è un'onda elettromagnetica o un segnale elettrico a frequenza ben determinata (molto maggiore della frequenza del segnale modulante), che può essere trasmessa in aria o nel vuoto (ad es. nelle radiocomunicazioni), o tramite altro mezzo fisico (ad es. un cavo elettrico). In caso di comunicazioni in fibra ottica la portante è la radiazione laser la cui frequenza è tipicamente espressa come lunghezza d'onda.

## Motivazioni
In generale, il motivo per cui si utilizzano le tecniche di modulazione risiede nel fatto che i segnali rappresentanti le informazioni da trasmettere sono in prevalenza di natura passa-basso (il loro contenuto spettrale è concentrato per lo più a basse frequenze), mentre i canali trasmissivi che più comunemente si utilizzano, per poter trasmettere più segnali modulati contemporaneamente, (come canali hertziani e fibre ottiche) sono tipicamente di natura passa-banda cioè trasmettono in una banda a frequenza diversa da quella del segnale informativo originario. In sostanza occorre quindi convertire in frequenza, mediante tale tecnica, lo spettro del segnale rappresentante l'informazione; inoltre l'impiego di questa tecnica permette di trasmettere segnali elettrici (e quindi le informazioni che essi rappresentano) a grande distanza e senza sovrapposizione di altre informazioni grazie a tecniche correlate di multiplazione in frequenza (FDM).
Ricapitolando, dunque, è conveniente modulare un segnale per le seguenti ragioni:
- traslazione della banda del segnale informativo nella banda del canale di comunicazione.

- se i segnali devono essere trasmessi mediante onde radio (comunicazione wireless) è necessario che l'antenna (in trasmissione come in ricezione) abbia una lunghezza proporzionale alla lunghezza d'onda. In banda base (l'intervallo di frequenze del segnale modulante), per un segnale audio, è pari a {\textstyle \lambda ={\frac {c}{f}}={\frac {3\cdot 10^{8}{\text{ m/s}}}{20{\text{ kHz}}}}=15{\text{ km}}} (secondo la formula {\displaystyle s={v}{t}={\frac {v}{f}}} in quanto {\displaystyle f={\frac {1}{T}}}): realizzare antenne di queste dimensioni sarebbe improponibile;

- modulando un segnale a frequenze diverse, è possibile far transitare su un mezzo trasmissivo più segnali, quindi più utenze – ad esempio – possono telefonare contemporaneamente (FDM multiplazione a divisione di frequenza);

- il segnale modulato può essere codificato così da ridurre gli effetti del rumore; la natura del segnale stesso è tale da concentrare il suo spettro nelle frequenze più basse, mentre i mezzi trasmissivi hanno un miglior rendimento ovvero miglior risposta in frequenza a frequenze più elevate o comunque diverse dalla banda base del segnale originario;

- si ha infine una semplificazione dei circuiti adottati per la trasmissione e la ricezione dei segnali.

La formula per il calcolo della lunghezza d'onda è il rapporto tra la velocità di propagazione del segnale nel mezzo trasmissivo (nel caso precedente nel vuoto quindi velocità della luce), e la frequenza del segnale modulato in banda traslata per la trasmissione.
In generale dunque è possibile trasmettere il segnale informativo senza ricorrere alle tecniche di modulazione, ma si perdono tutti i vantaggi sopra descritti facendo perdere in efficienza la trasmissione oppure, in alcuni casi, rendendo vano ogni sforzo stesso di trasmissione.
NB: La velocità di propagazione del segnale nell'aria, è segnalata come {\textstyle 3\cdot 10^{8}{\text{ m/s}}}. In realtà questa è da considerarsi la velocità di trasmissione nel vuoto e non nell'aria, in quanto quest'ultima è formata da vari strati (troposfera, esosfera, ...), gas (ossigeno, azoto, ...), umidità, pulviscolo, ... che "attenuano" la velocità di propagazione riducendola ad un valore effettivo di {\textstyle 2,98\cdot 10^{8}{\text{ m/s}}}.

## Teorema della modulazione
Sia {\displaystyle x(t)} un segnale in banda base con spettro di ampiezza {\displaystyle X(f)}; lo spettro in banda traslata si ottiene dalla seguente operazione:
{\displaystyle \int _{\mathbb {R} }x(t)e^{-j2\pi ft}\cos(2\pi f_{0}t)\mathop {} \!\mathrm {d} t={\frac {X(f+f_{0})+X(f-f_{0})}{2}}}
ovvero moltiplicando per una funzione cosinusoidale di frequenza {\displaystyle f_{0}} e trasformando successivamente secondo Fourier: si ottiene così lo spettro traslato di una quantità pari a {\displaystyle f_{0}}; tale spettro si presenta matematicamente composto da una parte sull'asse positivo delle frequenze e da un'altra sull'asse negativo (proprietà di hermitianità). Per l'operazione inversa di demodulazione, ovvero da 'banda traslata' a 'banda base', basta semplicemente rimoltiplicare il segnale ottenuto ancora per {\displaystyle \cos(2\pi f_{0}t)} e trasformare nuovamente secondo Fourier. Esso, dunque, non è altro che una proprietà particolare della trasformata di Fourier.

## Modulazioni analogiche
Esistono 3 diversi tipi di modulazione analogica, utilizzate nelle rispettive trasmissioni analogiche:
- AM (Amplitude Modulation) - modulazione di ampiezza;
- FM (Frequency Modulation) - modulazione di frequenza;
- PM (Phase Modulation) - modulazione di fase.

In sostanza, l'informazione da trasmettere può essere codificata all'interno di variazioni di ampiezza, frequenza e fase, ed in ricezione dovrà essere recuperata, ovvero demodulata dal segnale portante ricevuto. La trasmissione dal trasmittente al ricevente, ovviamente, deve essere fatta usando la stessa portante e lo stesso tipo di modulazione; ad esempio: 10 MHz come portante, AM-SSB come modulazione. A parità di portante, l'uso di modulazioni differenti tra trasmettitore e ricevitore rende inutilizzabile il segnale ricevuto..

## Modulazioni digitali (o numeriche)
Con il termine di modulazione digitale (o numerica), si indica una tecnica di modulazione utilizzata nelle trasmissioni digitali da un particolare sottosistema di modulazione/demodulazione in cui il segnale modulante rappresenta un'informazione in formato binario, cioè tale da assumere solo due possibili valori (esempio 0 o 1, -1 o +1) o una stringa di questi.
I principi della modulazione numerica sono diversi da quelli della modulazione analogica, anche se i risultati sono simili: di fatto, questo tipo di modulazione realizza una conversione dati da digitale ad analogico per la trasmissione su canale ad onde continue. Tale conversione è ottenuta, in prima approssimazione, attraverso una mappatura biunivoca tra sequenze di bit in ingresso al modulatore numerico e un insieme di forme d'onda analogiche di energia (dunque limitate nel tempo), scelte secondo opportuni criteri, in uscita sul canale dette simboli e che definiscono il cosiddetto alfabeto di simboli. La cardinalità dell'alfabeto, cioè il numero totale di simboli o forme d'onda, dipende dal numero di bit trasmessi in una sequenza ovvero dalla lunghezza L di questa: sono cioè possibili {\displaystyle 2^{L}} sequenze di bit e quindi {\displaystyle M=2^{L}} forme d'onda o simboli per codificarle in analogico.
In trasmissione sul canale, si avrà quindi una concatenazione o sequenza di simboli cioè di forme d'onda analogiche trasmesse con tempo di simbolo pari a Ts, ovvero una banda approssimativamente pari a 1/Ts, tasso di emissione dei simboli (symbol rate) pari a 1/Ts e dunque tasso complessivo di emissione di bit (bit-rate) pari a L*1/Ts. Ciascun simbolo è formalmente esprimibile in una rappresentazione tramite funzioni di base ortonormali (ottenibili grazie alla procedura di ortonormalizzazione di Gram-Schmidt) e da questa sotto forma di punti su un piano N-dimensionale dando vita ad una costellazione di simboli del sistema di modulazione. Tale rappresentazione facilita l'operazione di decisione/decodifica a valle nel ricevitore in termini di implementazione del decisore stesso.
In ricezione, il demodulatore/decisore opererà come al solito in maniera inversa: dopo un'operazione di decisione in cui dal simbolo ricevuto (che è affetto da errore in virtù della presenza di rumore additivo di tipo aleatorio sul canale) deciderà quale simbolo della costellazione è stato trasmesso attraverso criteri di decisione appartenenti alla teoria della decisione statistica, a partire dalla forma d'onda analogica decodificata verrà ripristinata l'originaria sequenza di bit tramite un mappaggio inverso. A generare potenziali errori in ricezione concorre anche il fenomeno dell'interferenza intersimbolica (ISI). Un'applicazione tipica di tali processi si ha nel modem di connessione alla rete Internet.

### Tipi
I principali tipi di modulazione digitale sono:
- Amplitude-shift keying (ASK): modulazione digitale di ampiezza;
- Frequency-shift keying (FSK): modulazione digitale di frequenza;
- Phase-shift keying (PSK): modulazione digitale di fase.

Combinando la modulazione ASK e PSK, si ottiene la modulazione di ampiezza in quadratura (QAM), che viene così chiamata perché si può ottenere modulando in ampiezza due portanti della stessa frequenza, poi sommate in quadratura di fase (fasi ortogonali, ovvero a 90º).

#### Modulazione impulsiva
La modulazione impulsiva è un tipo di modulazione in cui l'informazione è codificata in una serie di impulsi.
I principali tipi di modulazione impulsiva sono:
- Modulazione di ampiezza di impulso o PAM;
- Modulazione di larghezza di impulso o PWM;
- Modulazione codificata di impulsi o PCM.
- Modulazione di fase di impulso o PPM

La modulazione impulsiva anche se a prima vista può sembrarci digitale, è di fatto ottenuta mediante treni di impulsi analogici.

#### Altri tipi di modulazione
Altre tecniche di modulazione più complicate, rese possibili dall'integrazione elettronica di funzioni complesse (Fast Fourier Transform, FFT) in microchip, sono quelle che prevedono la modulazione di un numero elevato di portanti simultaneamente, in modo da minimizzare le interferenze reciproche. Queste tecniche vengono chiamate OFDM, e vengono utilizzate per esempio nell'ADSL, nei sistemi radio WiMAX e nello standard LTE di telefonia cellulare.

### Parametri prestazionali
Nei sistemi di trasmissione numerica la modulazione numerica determina le prestazioni del sistema di comunicazione numerica. Le prestazioni di un sistema di modulazione numerica sono infatti misurabili in termini di efficienza spettrale e probabilità d'errore Pb. In particolare se si aumenta il numero M di simboli per costellazione aumenta la quantità L di bit trasportati dal simbolo stesso
({\displaystyle L=log_{2}(M)}) aumentando così velocità di trasmissione ed efficienza spettrale, ma aumenta al contempo, a parità di rapporto segnale/rumore, anche la probabilità d'errore in demodulazione, la quale è inversamente proporzionale all'area delle regioni di decisione dello spazio N-dimensionale identificato dalla costellazione.
Di conseguenza lo schema di modulazione numerica da adottare in termini di numero di simboli è funzione delle caratteristiche di qualità/affidabilità del canale: maggiore è l'affidabilità del canale più alto è il numero di simboli adottabili nello schema di modulazione e viceversa. Così generalmente accade quindi che un canale radio, che è tipicamente molto più sensibile ai disturbi, supporti uno schema di modulazione numerica con minor numero di simboli rispetto invece ad un canale cablato più affidabile.
Al contrario se si passa a modulazione a più alto numero di simboli e si vuole mantenere costante la probabilità d'errore sul simbolo si deve trasmettere ad un rapporto segnale/rumore più elevato ovvero ad una potenza di simbolo più elevata.

### Modulazione adattativa
Per quanto detto riguardo alla relazione tra schema di modulazione in termini di numero di simboli e qualità del canale, i moderni sistemi di telecomunicazioni permettono di variare lo schema di modulazione numerica adottato in funzione della quantità di informazione da trasmettere e/o in dipendenza delle condizioni di propagazione del canale (più o meno disturbato) specie nel caso di canale radio (radiocomunicazione terrestre e satellitare). Questo comporta che anche il tasso di codifica dell'informazione a monte della modulazione debba variare in accordo con la diminuzione o l'aumento della velocità di trasmissione sul canale.
Ad esempio si può passare da un sistema a 8QAM a 16QAM a 64QAM aumentando così il numero di bit di informazione trasmessi per simbolo oppure viceversa abbassandola riducendo la banda necessaria alla trasmissione per dedicarla in parte ad altri servizi ed al contempo garantendo al sistema una robustezza maggiore in termini di probabilità di errore ovvero garantendo alti livelli di qualità di servizio in termini di tempo di disponibilità del servizio stesso nel caso ad esempio di cattivo tempo atmosferico. Nelle trasmissioni digitali con la codifica di sorgente e la conseguente compressione dei dati si riesce a ridurre lo schema di modulazione e operare al contempo una diminuzione di banda necessaria sfruttando così quella totale disponibile in maniera più efficiente per altri canali o servizio ottenendo quindi un miglioramento sull'efficienza spettrale del sistema complessivo.